# Висока Гора (Березинський район, Богушевицька сільська рада)
Висока Гора (біл. вёска Високая Гара) — село в складі Березинського району Мінської області, Білорусь. Село підпорядковане Богушевицькій сільській раді, розташоване в східній частині області.